# Пелым (муниципальный округ)
Городской округ Пелы́м — муниципальное образование в Свердловской области России, относится к Северному управленческому округу.
Административный центр — посёлок городского типа Пелым.
С точки зрения административно-территориального устройства области, ГО Пелым вместе с Ивдельским ГО находится в границах административно-территориальной единицы «город Ивдель», соответствующей категории города областного подчинения.
С 1 января 2025 года имеет статус муниципального округа.

## География
Городской округ Пелым расположен на северо-востоке Свердловской области, в Северном округе области. Площадь городского округа — 4905,33 км², что составляет около 2,53% от общей площади Екатеринбуржья. Восточная граница городского округа является одновременно межрегиональной границей Свердловской области и Ханты-Мансийского автономного округа — Югры в составе Тюменской области, а также границей между Уральским и Западно-Сибирским экономическими районами России соответственно. Городской округ Пелым образован в восточной части административно-территориальной единицы «город Ивдель», занимая 19,09% её площади. Городской округ Пелым вытянут с северо-запада на юго-восток примерно на 150 км.
Окружной центр — посёлок городского типа Пелым — расположен в северо-западной части городского округа. Рядом с посёлком с востока-юго-востока на запад-северо-запад проходит автодорога «Северный широтный коридор», которая соединяет Ивдель и другие города области с ближайшими городами Югры и Приобьем. Сонаправленно с этой автодорогой через городской округ проходит железнодорожная ветка Ивдель II — Приобье. В окружном центре находится станция Пелым. Также в округе расположены посёлок Кершаль при одноимённом железнодорожном разъезде и посёлок Атымья при одноимённой железнодорожной станции. В лесистой местности, на реке Атымъе, находится посёлок Вершина.
Городской округ Пелым граничит:
- с другими городскими округами Свердловской области:
  - на севере и западе — с Ивдельским,
  - на юге — с Гаринским;
- с муниципальными районами соседнего Ханты-Мансийского автономного округа:
  - на юго-востоке — с Кондинским,
  - на востоке — с Советским.

Большую часть городского округа покрывают таёжные леса, а примерно треть его площади округа — 159 тыс. га — занимают болота: Кулыхьинское, Люльятитянкалма, Миромъянга, Нерповская Янга, Нерпьинское, Нерпьяталях-Янкалма, Сангитурянкалма, Толумталяхянкалма и др.
Среди многочисленных болот встречаются и озёра (включая старицы): Васса, Верхний Касын, Верхний Урай, Зимнее, Кислопун, Круглый Урай, Культоштур, Ленгурай, Моль, Нерповское, Нижний Касын, Няльтий-Урай, Пачинурай, Пылкош, Сангитур, Симъяманьтур, Средний Урай, Ховтьятит-Урай, Чащевое, Шемпат, Шешентур и др.
Богата пелымская земля и реками.
- Пелым — крупнейшая река городского округа, по названию которой назван посёлок Пелым. Река протекает с северо-запада на юго-восток в западной части городского округа, через неё дважды проходит граница округа с другими муниципальными образованиями Свердловской области. Притоки в границах городского округа Пелым (от верхнего течения к нижнему): Маньсоюмья, Партколынгъя, Анянгъя, Яныгпаыхъя, Мань-Паыхъя, Люлья, Кольолнэсос, Симсъя, Кершаль, Талым, Юрьяшош, Ерья, Атымъя, Кылгелшош, Пачиншош, Моль, Кульминская, Нерпъя, Евдынка, Шемпат, Маркуль, Котылья, Шевья, Межлятье, Коутья и др.[8]
- Нерпъя — река длиной 95 км, левый приток Пелыма. Вытекает из болота Нерпьяталях-Янкалма на северо-востоке городского округа и течёт на юго-запад. Имеет мнодество притоков, среди которых: Ялымъя, Конда, Калья и др.[9][8]
- Атымъя — река длиной 67 км, левый приток Пелыма. Вытекает из болота Атымъяталях-Янкалма и протекает на севере округа с северо-востока на юго-запад. Левый приток Атымъи —Атымъятоип[8][10].
- Талым — река длиной 66 км в северной части городского округа. Вытекает из болота Толумталяхянкалма и впадает слева в Пелым. Протекает преимущественно в южном направлении. Притоки: Толумсос, Маньтолум и др.[11][8]

## История
10 ноября 1996 года по итогам местного референдума образовано муниципальное образование посёлок Пелым, вышедшее из подчинения Ивдельской городской администрации.
10 ноября 1996 года муниципальное образование было включено в областной реестр.
С 31 декабря 2004 года муниципальное образование посёлок Пелым было наделено статусом городского округа.
С 1 января 2006 года муниципальное образование посёлок Пелым было переименовано в городской округ Пелым.
В июне 2019 года посёлок Нерпья был упразднён.

## Население
| 2010  | 2011  | 2012  | 2013  | 2014  | 2015  | 2016  |
| ----- | ----- | ----- | ----- | ----- | ----- | ----- |
| 4171  | ↘4162 | ↘4143 | →4143 | ↘4033 | ↘3996 | ↘3948 |
| 2017  | 2018  | 2019  | 2020  | 2021  | 2023  |       |
| ↗3953 | ↘3861 | ↘3809 | ↘3796 | ↘3477 | ↘3450 |       |

## Состав городского округа
| № | Населённый пункт | Тип населённого пункта                          | Население |
| - | ---------------- | ----------------------------------------------- | --------- |
| 1 | Атымья           | посёлок                                         | ↘793      |
| 2 | Вершина          | посёлок                                         | ↘1        |
| 3 | Кершаль          | посёлок                                         | ↘1        |
| 4 | Пелым            | посёлок городского типа, административный центр | ↘2844     |

С точки зрения административно-территориального устройства области, все 4 населённых пункта городского округа Пелым входят в состав административно-территориальной единицы «город Ивдель», соответствующей категории города областного подчинения.